# Medvedivka, Kozeatîn
Medvedivka (în ucraineană Медведівка) este un sat în comuna Komsomolske din raionul Kozeatîn, regiunea Vinnița, Ucraina.

## Demografie
Componența lingvistică a localității Medvedivka
     Ucraineană (98,56%)
     Rusă (1,15%)
     Alte limbi (0,29%)
Conform recensământului din 2001, majoritatea populației localității Medvedivka era vorbitoare de ucraineană (98,56%), existând în minoritate și vorbitori de rusă (1,15%).